# Batismo de desejo
Batismo de desejo (em em latim: Baptismus flaminis) é um ensinamento da Igreja Católica Romana explicando que aqueles que desejam o batismo, mas não são batizados com água através do sacramento cristão por causa da morte, recebem os frutos do Batismo no momento da morte, se sua graça de conversão incluíam "fé divina e católica", um ato interno de perfeita caridade e perfeita contrição pela qual sua alma foi purificada de todo pecado. Portanto, o Catecismo da Igreja Católica observa: "Para os catecúmenos [aqueles instruídos na fé católica que estão se preparando para serem batizados na Igreja Católica] que morrem antes do batismo, seu desejo explícito de recebê-lo, juntamente com o arrependimento por seus pecados e caridade asseguram a eles a salvação que eles não puderam receber por meio do sacramento" (CIC 1259).
O batismo de sangue é uma doutrina semelhante para os mártires não batizados.

## Posições denominacionais

### Catolicismo Romano
A Igreja Católica ensina que "o batismo é necessário para a salvação". (Catecismo da Igreja Católica, ss. 1257). Além disso, ensina que o batismo confere o perdão dos pecados em virtude da promulgação do próprio sacramento: "pelo Batismo todos os pecados são perdoados, pecado original e todos os pecados pessoais, bem como punição pelo pecado". (ss. 1263). Para os católicos, o batismo é um ato único e irrepetível; ninguém que tenha sido baptizado de forma válida pode receber o perdão total conferido pelo sacramento uma segunda vez. (ss. 1272) Dadas estas doutrinas, é uma séria preocupação para a Igreja Católica se um cristão crente não recebe um batismo válido.

O apologista católico Jimmy Akin aponta para um dos vários cânones no Concílio de Trento que definem o batismo do desejo: 
 Se alguém disser que os sacramentos da Nova Lei não são necessários para a salvação, são supérfluos e que, embora nem todos sejam necessários para todo indivíduo, sem eles ou sem o desejo deles pela fé, os homens obtêm de Deus a graça de justificativa; seja anátema. 

## Visões teológicas relacionadas
Falando diretamente sobre o batismo do desejo, pe. Feeney escreveu em seu livro Bread of Life: 
 Mas imagine padres da Santa Igreja Católica Romana, ordenados pelos sucessores dos Apóstolos — dedicados ao Nome, ao propósito, ao Sangue e às vestes de Jesus — sentados no Harvard College semana após semana e ouvindo a religião sendo ensinada em termos invisíveis. E imagine eles voltando, então, ao seu povo e falando sobre a "alma da Igreja", "da salvação fora da Igreja pela sinceridade" — à parte dos ensinamentos e sacramentos de Jesus Cristo; e chamando esse arranjo de "Batismo do Desejo" e esperando que os homens sejam membros da Igreja Católica, mesmo sem saber que são membros. Que tipo de ensino é esse? É Natal sem manjedoura; Sexta-feira Santa sem Deus sangrando; Domingo de Páscoa sem carne e sangue saindo da tumba. Essa é a fé cristã sem nenhum papa — o líder religioso mais visível do mundo! 